# Холингсворд Волул
Холингсворд Волул (бисл. Hollingsword Wolul; 15. децембар 1999) вануатски је пливач чија ужа специјалност су спринтерске трке леђним и прсним стилом. Вишеструки је национални првак и рекордер.

## Спортска каријера
Дебитовао је на међународној сцени на светском првенству у малим базенима у Хангџоуу 2018, где је заузео званично последње 50. место у трци на 50 леђно, док је на 50 прсно био 75. у конкуренцији 80 пливача. 
Средином јула 2019. наступио је на Пацифичким играма у Апији, а две недеље касније и на светском првенству великим базенима у корејском Квангџуу. У Кореји је Волул пливао у квалификационим тркама на 50 прсно (последње 78. место) и 50 леђно (72. место у конкуренцији 75 пливача). 